# Johanna Döbereiner
Johanna Liesbeth Kubelka Döbereiner (Ústí nad Labem, 28 de novembre de 1924 - Seropédica, 5 d'octubre de 2000) va ser una enginyera agrònoma txeco-brasilera pionera en biologia del sòl.
L'agrònoma Johanna Döbereiner és la setena científica brasilera més citada en la comunitat científica mundial, i la primera entre dones, segons l'anàlisi de 1995 de la Folha de S. Paulo.
Les seves investigacions, fonamentals perquè Brasil assolís la tecnologia de Proalcool, tornant-se el segon productor mundial de soia, generant al país un estalvi anual de 2.000 milions de dòlars, amb summe impacte directe a l'economia nacional. El seu treball amb la fixació biològica de nitrogen va permetre que milers de persones consumissin aliments més barats i saludables, o que li valgués la proposta per al Premi Nobel el 1997. Malgrat tot, la científica és pràcticament desconeguda al Brasil i a la regió.

## Biografía y educación
Johanna va néixer a Ústí nad Labem en la República Txeca, regió d'influència alemanya. El seu pare, Paul Kubelka, era un químic que seria arrestat per ajudar a escapar a jueus de la persecució nazi. La família es va traslladar a Praga, quan Johanna era una nena, perquè el pare ocupés un lloc de professor de química de la Universitat de Praga. A més a més de docent, també tenia una petita fàbrica de productes químics d'ús en l'agricultura.
Naturalitzada brasilera el 1956, es va formar en Enginyeria Agronòmica el 1950 per la Universitat de Múnic, i pocs mesos més tard se'n va anar al Brasil, on és contractada per l'Institut d'Ecologia e Experimentação Agrícola, actual "Centre Nacional de Perquisició d'Agrobiologia de Embrapa", localitzat al municipi de Seropèdia, estat de Rio de Janeiro. Va obtenir el seu màster per la Universitat de Wisconsin, el 1963, i als dos anys següents va fer cursos sobre Microbiologia del sòl en la Universitat de Florida i a Santiago de Xile.
El conreu de soia a Brasil va ser immensament revolucionat pels seus estudis sobre fixació biològica de nitrogen, els quals proporcionen un manejament de tecnologia capaç de disminuir o fins a eliminar la dependència d'adob nitrogenat als conreus, fent estalviar actualment entre 1.000 a 2.000 milions de dòlars per any. Aquesta tecnologia fa que aquest i molts d'altres països en gastin menys per produir soia. Així mateix, va fer estudis importants en el conreu de sucre, on va descobrir l'endòfit Azospirillum, un de les espècies del qual porta el seu nom. Al 1988, va escriure sobre l'associació entre la fixació de nitrogen bacteris endofítics Gluconacetobacter diazotrophicus i canya de sucre. Els resultats més espectaculars dels seus estudis amb aquesta associació van ser observats amb algunes varietats de canya de sucre, capaces de presentar altes produccions, per damunt de 160 t/ha, amb fins a 200 kg de nitrogen derivats de la seva associació simbiòtica amb aquest bacteri. Johanna amb els seus estudis van portar a la descoberta de 9 espècies de bacteris fixadors de nitrogen associats a graminàcies, cereals i tuberoses.

## Algunes publicacions
- johanna Döbereiner. 1999. Método para produção de inoculante para leguminosas. Embrapa-CNPAB. Documentos 97. Editor Embrapa Agrobiologia, 12 pp.

- ------------------------------, fábio o. Pedrosa. 1987. Nitrogen-fixing bacteria in nonleguminous crop plants. Brock/Springer s. in contemporary biosci. Editor Springer, 155 pp. ISBN 3-540-17969-0

- ------------------------------. 1978. Limitations and potentials for biological nitrogen fixation in the tropics. Basic life sciences. Edición ilustrada de Plenum Press, 398 pp. ISBN 0-306-36510-3

- ------------------------------, p.a. da Eira, a.a. Franco. 1971. As leguminosas na agricultura tropical: Anaïs. 322 pp.

- ------------------------------. 1963. Manganese toxicity in the Rhizobium-bean symbiosis (Phaseolus vulgaris L.). Editor Univ. of Wisconsin--Madison, 270 pp.

- ------------------------------. 1953. Azotobacter em solos ácidos. Boletim do Instituto de Ecologia e Experimentação Agrícolas 11. Editor Mrio. da Agricultura, 31 pp.

## Títols i homenatges
Membre de
- Acadèmia de Ciències de Brasil
- Acadèmia de Ciències del Vaticà
- Acadèmia de Ciències del Tercer Món.ref
- vicepresidenta de la Acadèmia Brasilera de les Ciències Arxivat 2010-12-01 a Wayback Machine.
- membre de la Acadèmia Pontifícia de les Ciències
- 1979: guanyadora del Premi Bernardo Houssay de la OEA
- 1989: guardonada amb el Premi en Ciències de la UNESCO
- 1997: proposta pel el Premi Nobel de Química.[4]
- doctora honoris causa de la Universitat de Florida i de la Universitat Federal Rural de Río de Janeiro

### Epònim
- Azospirillum doebereinerae[6]
- Gluconacetobacter johannae